# 니키아스 화약
니키아스 화약(Peace of Nicias)은 기원전 421년 펠로폰네소스 전쟁 종식을 목적으로 델로스 동맹과 펠로폰네소스 동맹 사이에 맺어진 강화조약이다. 펠로폰네소스 전쟁의 전반기를 끝낸 조약이다.

## 펠로폰네소스 전쟁
기원전 449년, 페르시아 전쟁을 승리로 끝낸 델로스 동맹이었지만, 그 동맹은 페르시아 제국 아케메네스 왕조의 세력이 약화되면서 본래의 성격을 잃고 동맹에 대한 아테나이의 지배력만 강화되는 결과로 나타났다. 델로스 섬에 놓여 있던 재무국도 기원전 454년 아테나이로 옮겨졌고, 페리클레스의 시대가 되면서 동맹은 아테나이 제국으로 변모했다. 연부금도 당초 총액 460 달란트였던 것이 기원전 425년에는 총액 약 1500 달란트에 올랐고, 그것은 오로지 아테나이를 위한 신전 건축과 군자금의 중요한 자금원이 되었다. 동맹 도시는 더 이상 정책 입안에 참여하지 않았고, 사실상 아테나이의 속국으로 전락했다. 아테나이 제국의 발전이 많은 그리스 도시들의 자치를 파괴하거나, 위협하는 지경에 이르자 아테나이와 대등한 그리스 도시들 중 지도자적 지위에 있었던 스파르타는 자신의 지위에 위협을 느낀 아테나이에 대한 불신을 강하게 드러내며, 스파르타를 중심으로 한 펠로폰네소스 동맹과 아테나이를 중심으로 델로스 동맹의 대립은 심화되어 갔다.
그리고 기원전 431년, 스파르타가 동맹의 요청으로, 아티카에 침입하면서 펠로폰네소스 전쟁이 시작되었다. 〈니키아스 화약〉까지 전반부는 아르키다모스 전쟁이라고도 불리며, 전쟁은 아테나이보다 2배나 많은 중장보병을 가진 스파르타 측이 육지에서 우위를 보인 반면, 압도적인 해군력을 자랑하는 아테나이는 페리클레스의 지도 하에 성 안에서 농성으로 육상을 방어하고, 해상에서 공격한다는 전략을 세웠다. 이 전략은 〈리온 해전〉과 〈나우파크토스 해전〉 등의 승리로 아테나이 측의 사실상 승리에 기여하게 되었고, 중간에 맹위를 떨친 역병으로 인구의 4분의 1과 페리클레스를 잃는 타격을 받으면서 전국을 유리하게 전개해 나갔다.

## 니키아스 화약
개전 후 몇 년만에 아테나이 군이 메세니아의 피로스를 점령했을 때, 메세니아 인의 반란을 두려워한 스파르타 측은 기원전 425년 아테나이 측에 화해를 제안했지만, 아테나이의 주전파 강경론자 클레온의 반대로 성립되지 못했다. 하지만 그때 트라키아에 출전한 클레온이 〈암피폴리스 전투〉에서 대패하고 전사하면서 아테나이에 평화의 기운이 높아졌고, 평화주의자인 니키아스와 스파르타의 왕인 플레이스토아낙스가 기원전 421년 쌍방의 점령지를 반환하는 등 전쟁 질서 유지를 목적으로 한 니키아스의 평화 조약이 체결되었다.

## 사후
그러나 그 후 전면적으로 점령지가 반환되지 않았고, 평화조약 이후에도 여전히 긴장이 계속되고 있었다. 그리고 기원전 415년에서 기원전 413년에 걸쳐, 아테나이가 시칠리아에 전례없는 대규모 원정군을 보내 시라쿠사를 공격하면서 전쟁이 재개되었다. 그러나 이 대규모 원정은 아테나이의 엄청난 대패로 끝났고, 이 전투에서 니키아스도 잃어 버렸다. 원정 실패는 전쟁 전체에서 아테나이의 패배를 결정짓게 하였다. 또한 이 원정 이후 델로스 동맹에서 이탈하는 도시들이 잇따라 등장하게 되면서, 동맹은 사실상 붕괴되었다. 그리고 기원전 405년, 〈아이고스포타모이 해전〉에서 아테나이 함대가 전멸하고 다음 해 기원전 404년 아테나이의 항복으로 전쟁은 끝이 났다.